# Fortugé
Fortugé, né Gabriel Fortuné le 6 octobre 1887 à Perpignan (Pyrénées-Orientales) et mort le 1er juin 1923 à Paris 20e, est un chanteur comique français.

## Biographie
Il débute dans le Midi de la France en 1908 sous son nom, mais celui-ci était déjà utilisé par Arnaud Fortuné, qui deviendra par la suite Fortune aîné, il choisit donc le pseudonyme Fortuné G, puis très vite Fortugé. Sa carrière parisienne débuta à la Scala. Par la suite, il enregistra 6 faces de 78 tours pour la maison Pathé Frères.
Durant la Première Guerre mondiale, il est envoyé sur le front d'Orient, où il contracte plusieurs fièvres paludéennes. Après la guerre, il joue à nouveau dans de grands music-halls. Mais sa santé étant devenue fragile, il meurt d'une crise de paludisme à Paris 20e le 1er juin 1923 et il est enterré au cimetière Pasteur de Bagnolet.
Quelques-unes de ses chansons sont restées dans les mémoires : C'est jeune et ça n'sait pas, Il était syndiqué, La Victoire de la Madelon, Mes parents sont venus me chercher.